# Brachycephalus quiririensis
Espèce
Brachycephalus quiririensis est une espèce d'amphibiens de la famille des Brachycephalidae.

## Répartition
Cette espèce est endémique de l'État de Santa Catarina au Brésil. Elle se rencontre dans la municipalité de Garuva.

## Description
Les 11 spécimens adultes observés lors de la description originale mesurent entre 9,9 mm et 13,1 mm de longueur standard.

## Étymologie
Son nom d'espèce, composé de quiriri et du suffixe latin -ensis, « qui vit dans, qui habite », lui a été donné en référence au lieu de sa découverte, la Serra do Quiriri.

## Publication originale
- Pie & Ribeiro, 2015 : A new species of Brachycephalus (Anura: Brachycephalidae) fromthe Quiriri mountain range of southern Brazil. PeerJ, vol. 3, no e1179, p. 1–9 (texte intégral).